# T. Rowe Price
T. Rowe Price Group, Inc. er et amerikansk investerings- og pensionsselskab med hovedkvarter i Baltimore, Maryland. De har aktiver under forvaltning for 1,4 billioner USD og en årsomsætning på 6,2 mia. USD. De har 7.800 ansatte i 47 lande (5.000 i Baltimore).
Virksomheden blev etableret i 1937 af Thomas Rowe Price, Jr..